# リヤ・スラーヴィナ
リヤ・ソロモーノヴナ・スラーヴィナ（ロシア語: Ли́я Соломо́новна Сла́вина
, ラテン文字転写: Liya Solomonovna Slavina 、1906年 1月14日- 1988年 9月23日）は、ソビエト連邦の心理学者。ソビエト障害学の研究者。学童の教授と訓育を専門とした。

## 生涯
ホメリ出身。ヴィゴツキー門下の五人組の一人。第二モスクワ大学を卒業後、ヤロスラヴリ市の幼稚園保育士養成学校、体育大学心理学実験室、クルプスカヤ記念共産主義教育アカデミー心理学実験室、母子保護大学を経て、モスクワの心理学研究所へ。

## 論文
- 「幼児による、話された物語の理解」1944年
- 「子どもの遊び活動の動機の発達」1948年
- 「第一学年の遅れている生徒の成績を高めるための心理学的条件」1951年
- 「ソビエトの学童における学習動機の発達」（リディア・ボジョビッチ、ナタリア・モロゾワと共著）1951年

## 著書
- 『成績不良及び規律違反生徒の個別指導』1958年
- 『激情的行動をとる子ども』（リディア・ボジョビッチと共著）1966年
- 『教えるために子どもを知る』1976年
- 『学童の心理発達と教育』1979年[1]